# Attajdid
Attajdid (en arabe : « التجديد ») est un quotidien généraliste marocain d'expression arabe. C'est le journal du Parti de la justice et du développement. Il n'est plus publié depuis le 30 mars 2017. 

## Histoire
En 2003, le quotidien dénonce la venue du chanteur Elton John à un festival de musique au Maroc comme un un complot visant à « homosexualiser » le Maroc. Quand une usine Mecca Cola ouvre au Maroc, le journal rappelle que les sodas américains financent le « sionisme et le bellicisme américain contre l’Irak ». En 2004, le quotidien affirme que certains établissements scolaires privés et publiques du pays ont interdit le port du voile. Lors de la sortie du film Marock, le quotidien publie un communiqué dénonçant « le colonialisme culturel et la francophonie » qui le caractérise.
Mustapha El Khalfi, membre du Parti de la justice et du développement (PJD), en est le directeur de publication de 2007 à 2012, après avoir été en son sein le chef du service national (2001) et le rédacteur en chef (2005). Il démissionne de son poste une fois devenu ministre de la Communication et porte-parole du gouvernement, son remplacement étant assuré et envisagé de façon provisoire par Mohamed Hamdaoui, le président du Mouvement de l'unicité et de la réforme (MUR).
Le 29 mars 2017, alors que la société "Attajdid" fait face à une crise financière depuis plusieurs années, Jaouad Chefdi, le directeur de la publication, annonce que l'hebdomadaire Attajdid va cesser d’être publié et que, le jeudi 30 mars 2017, sera publié le 3916e et dernier numéro du quotidien.